# Dorfkirche Glienicke/Nordbahn

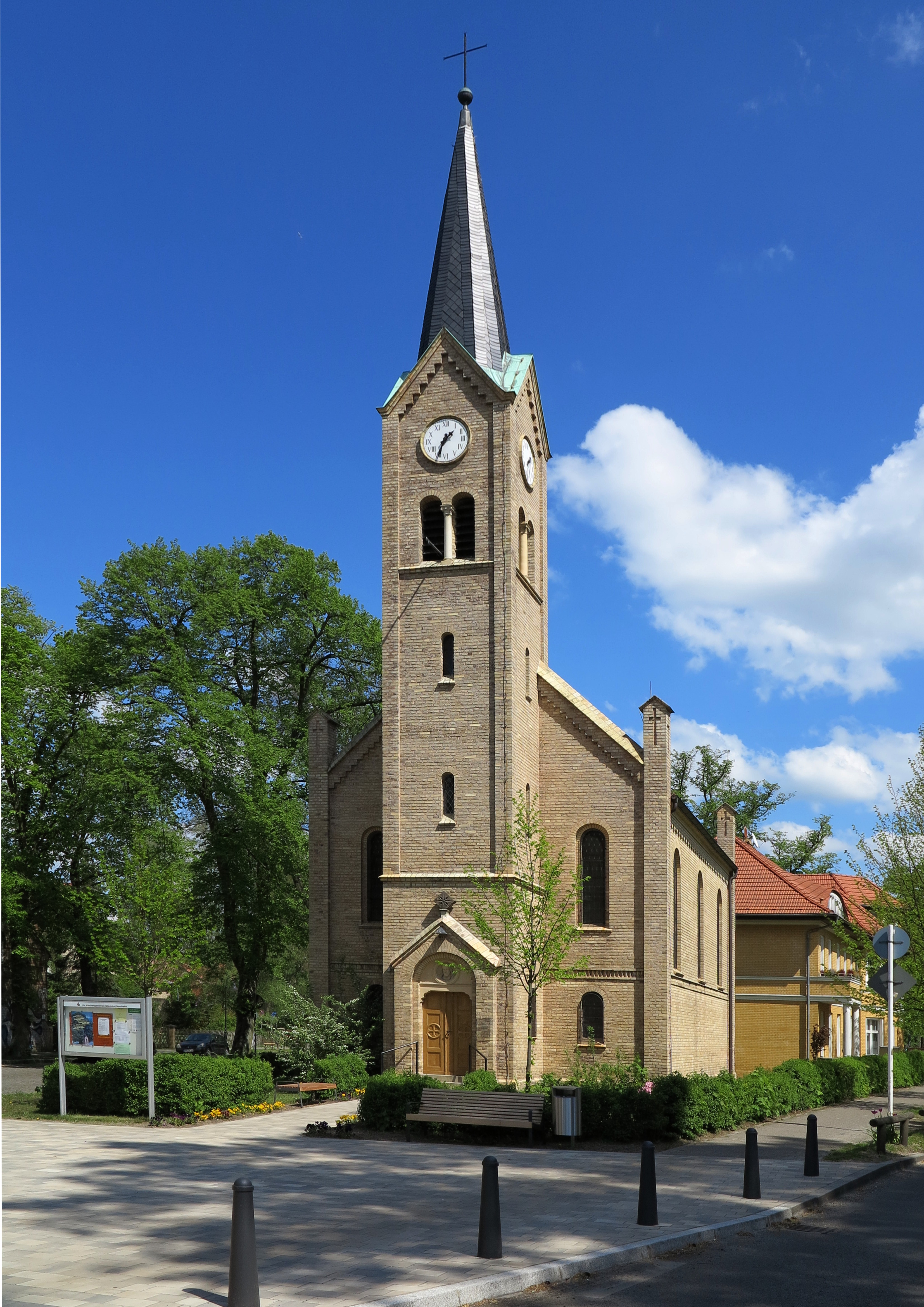
Die Evangelische Dorfkirche in Glienicke/Nordbahn, 2016

Die Dorfkirche in Glienicke/Nordbahn ist die Kirche der Evangelischen Kirchengemeinde Glienicke/Nordbahn (Evangelische Kirche Berlin-Brandenburg-schlesische Oberlausitz, Kirchenkreis Berlin-Nordost). Sie liegt am westlichen Ende der Dorfaue zwischen Haupt-, Garten- und Hattwichstraße.

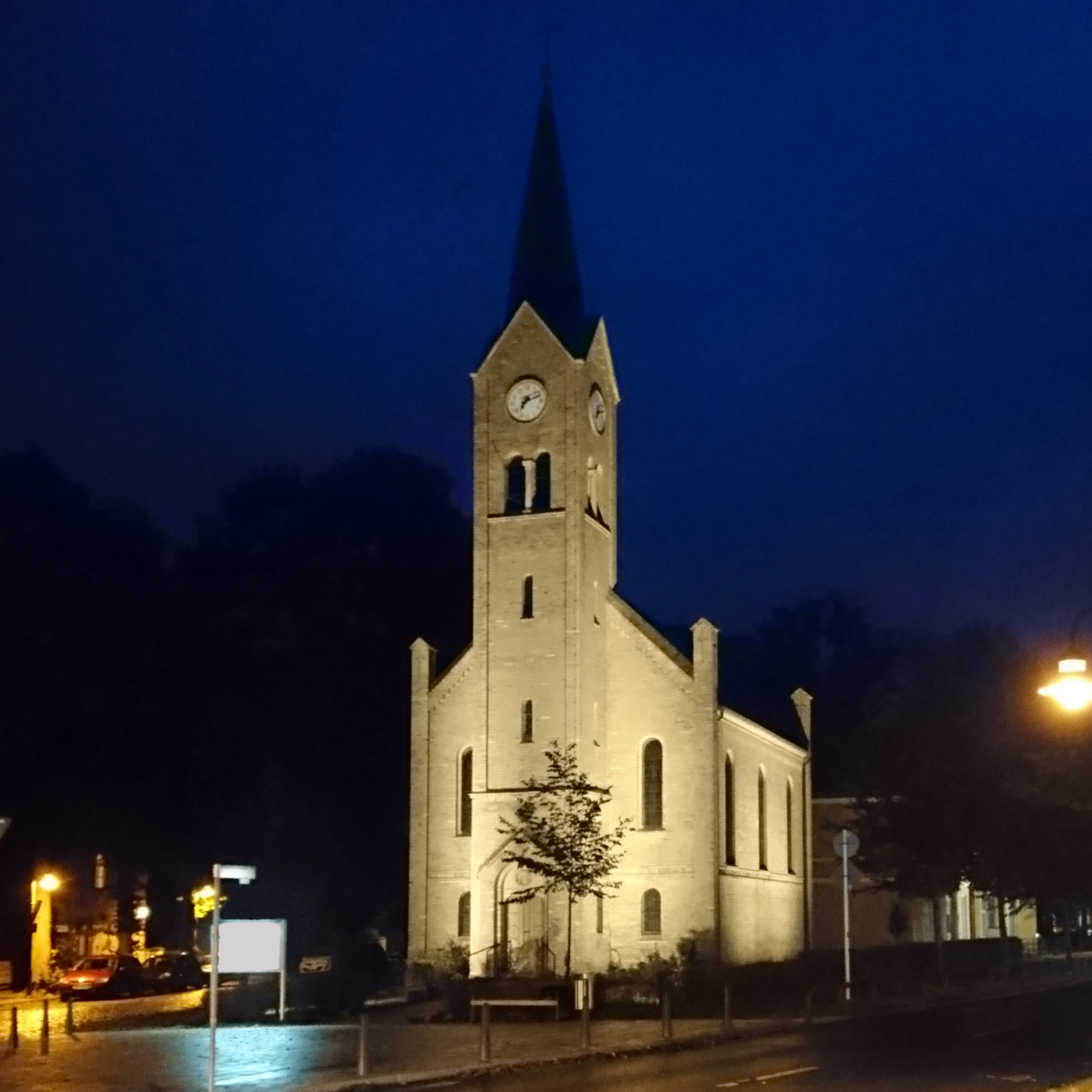
Die Evangelische Dorfkirche in Glienicke/Nordbahn bei Nacht, 2016

Die Glienicker Dorfkirche wurde als Saalbaukirche im neoromanischen Stil 1864/1865 erbaut. Architekt war der Bauinspektor für Kirchbauten im Preußischen Königlichen Handelsministerium Georg Gustav Erbkam (1811–1876), der den Bau als Prototyp für Kirchbauten in der Mark Brandenburg konzipierte. Die Kirchweihe erfolgte am 23. Mai 1865. Während die äußere Form der Kirche seit dem Bau weitgehend unverändert blieb, erfuhr der Innenraum zahlreiche Umgestaltungen. Seit der letzten Innenrenovierung 2013–2014 präsentiert er sich in einer an die Ursprungsfassung angelehnten Form. Die Kirche steht seit 1997 unter Denkmalschutz. Seit 2016 lässt die Kommune sie im Rahmen der Beleuchtung denkmalgeschützter Bauwerke in Glienicke/Nordbahn nachts anstrahlen.

## Die erste Glienicker Kirche 1705–1864

### Vorgeschichte und Bau
Das Bauerndorf Glienicke in der Mark Brandenburg nördlich von Berlin erhielt erst sehr spät eine eigene Kirche. Vor dem Dreißigjährigen Krieg (1618–1648) wurde der Ort mehrfach verlassen und aufgegeben; vor allem aber war er zu klein, um eine eigene Kirche zu rechtfertigen oder gar einen Pfarrer zu ernähren. Kirchlich gehörte der Ort zum etwa fünf Kilometer entfernten Dorf Stolpe; hier fand sich sonntags auch die Glienicker Bevölkerung zum Gottesdienst ein. Die kirchliche Zugehörigkeit Glienickes zur Stolper Kirchengemeinde hatte bis 1946 Bestand.
Die Situation veränderte sich nach dem Dreißigjährigen Krieg, als der Ort Glienicke dauerhaft aufblühte. Auslöser war die Anlage der Pferdewechselstation „Sandkrug“ an dem neu angelegten Kutsch- und Reitweg von Berlin nach Oranienburg (die heutige B 96, der „Sandkrug“ befand sich an der Ecke zur heutigen Hauptstraße) durch die Gattin des Großen Kurfürsten, Luise Henriette von Oranien. Als Heu-Lieferanten für die Futterstelle wurden wieder Bauern angesiedelt. Knapp 60 Jahre nach dem Ende des Krieges war das Dorf dann so weit herangewachsen, dass es eine eigene Kirche als „Predigtstätte“ – also ohne eigene Pfarrstelle – innerhalb der Stolper Kirchengemeinde erhielt. Am Himmelfahrtstag 1705 wurde sie geweiht. Bauherren waren die Kirchenpatrone von Stolpe, zu dieser Zeit die Adelsfamilie von Platen. Der Unterhalt für die neue Kirche wurde aus mehreren Quellen finanziert: Zum einen hatten die Glienicker Bauern eine Abgabe, den „Kirchenzehnten“, zu entrichten, zum anderen gab es kirchliche Äcker und Wälder, die an die Bauern verpachtet wurden, und schließlich waren für die kirchlichen Amtshandlungen (Taufen, Hochzeiten, Beerdigungen) Gebühren zu zahlen.
Die Kirche stand an der Stelle der heutigen Kirche beim Dorfteich (der zugleich Pferdetränke für die Pferdewechselstation war) und war in Ost-West-Richtung ausgerichtet.

### Ausstattung

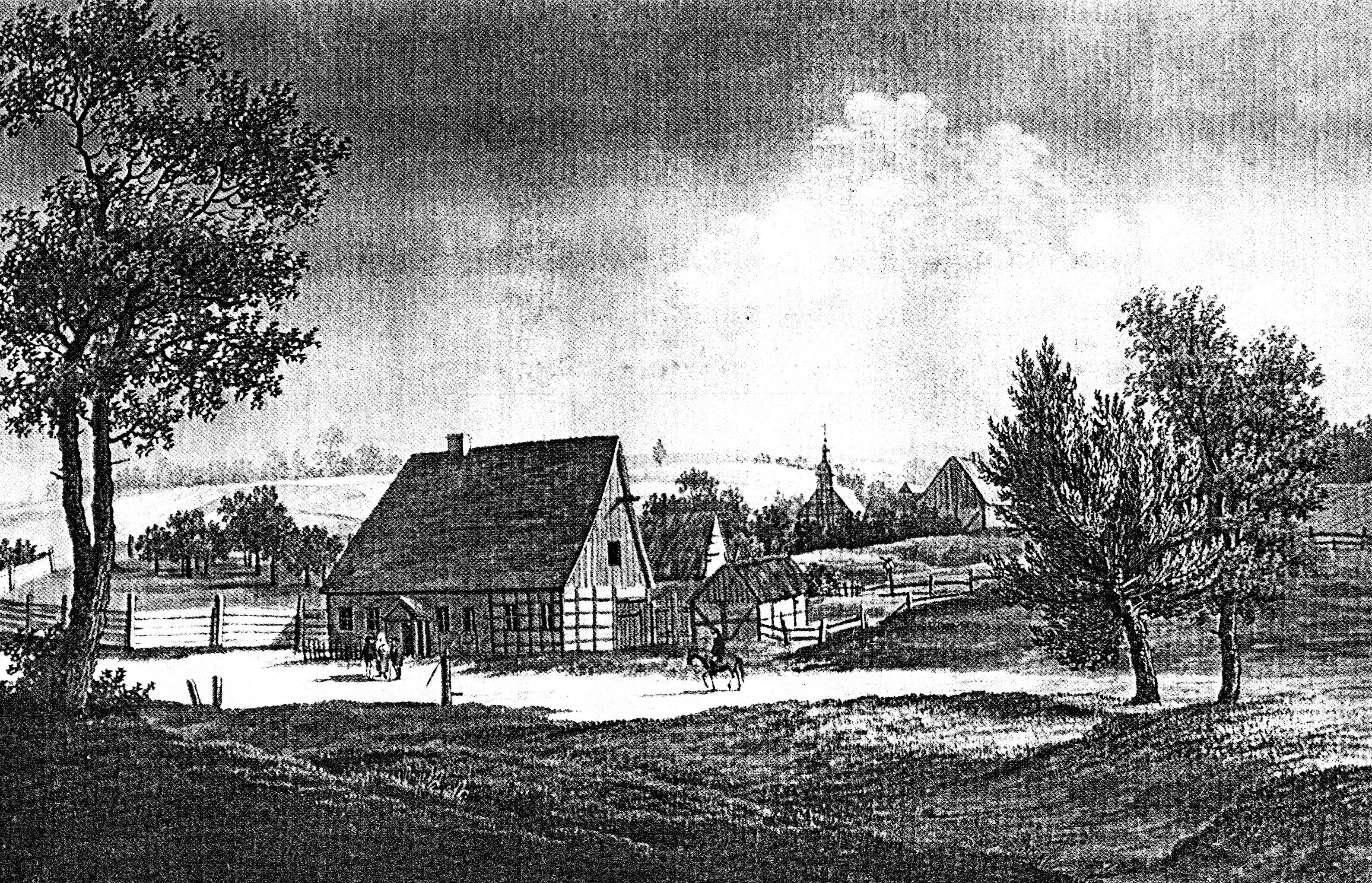
Die Pferdewechselstation „Sandkrug“ in Glienicke auf einer Radierung aus dem Jahr 1740. Im Hintergrund ist die erste Glienicker Kirche zu erkennen.

Folgende Ausstattung ist für die Kirche von 1705 überliefert:
- ein einfacher Fachwerkbau mit Ziegeldach, die Gewerke (»Felder«) des Fachwerks waren mit Lehm ausgekleidet;
- Größe etwa 7,5 m × 12 m;
- an der Westseite ein Turm mit dem Eingang;
- der Altar traditionell im Osten des Kirchraumes (Richtung Jerusalem);
- die Kanzel auf einem Balkon über dem Altar;
- vor dem Altar links eine Kirchenbank für den Pfarrer;
- vor dem Altar rechts eine Kirchenbank für den Küster und die Schulkinder;
- im Kirchraum 15 Kirchenbänke (8 mit 33 Plätzen für Frauen, 7 mit 25 Plätzen für Männer), die Bänke jeweils für einzelne Bauernfamilien reserviert;
- an der Westseite (zum Turm hin) eine Empore;
- zwei Eisenglocken im Turm, 1745 durch eine Bronzeglocke ersetzt;
- die Kirche war von einem Kirchhof (Friedhof) umgeben, der von einer niedrigen Mauer begrenzt wurde.

### Abriss
Mitte des 19. Jahrhunderts, nach rund 150 Jahren, war diese Kirche baufällig geworden und wurde schließlich 1864 abgerissen und durch den heutigen Bau ersetzt.

„Der Thurm aber bedarf einer reparation gar sehr, indem alles davon wancket und sich bewegt wenn geläutet wird …“

„Nachdem dieses Kirchlein, das 159 Jahre lang vielen Generationen als Gotteshaus gedient hatte, so baufällig geworden war, daß schon die Spatzen durch klaffende Lehmrisse raus- und reinflogen, Kerzen bei aufgebahrten Toten umrissen oder löschten und dadurch bei Totenwachen und Nachtwächtern Gruselszenen hervorriefen, wurde sie nach jahrelanger Klage abgerissen.“

## Die zweite Glienicker Kirche (seit 1865)

### Planung und Bau

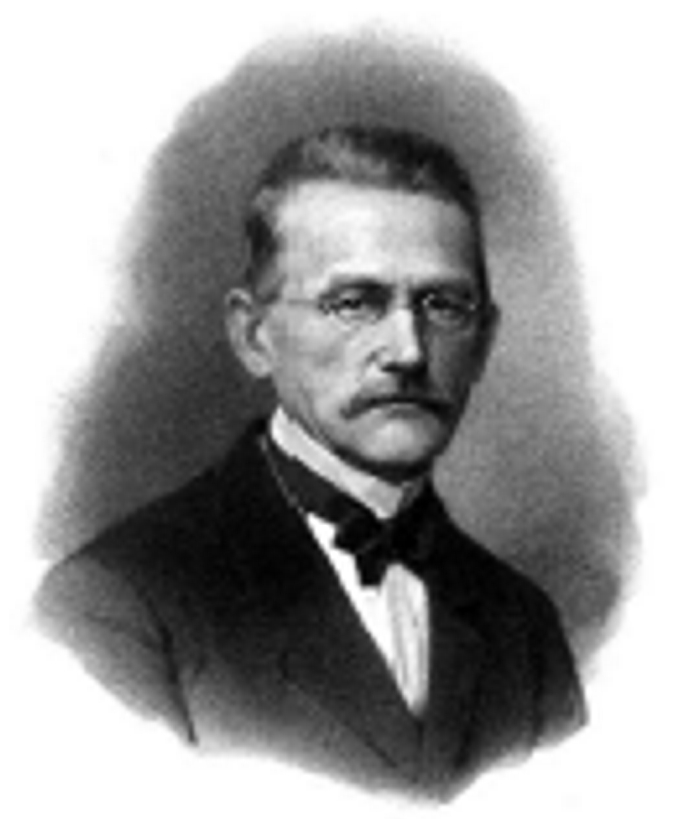
Georg Erbkam (1811–1876)

Zuständig für Abriss und Neubau waren wiederum die Kirchenpatrone von Stolpe, mittlerweile die Adelsfamilie von Veltheim, ansässig im Nachbarort Schönfließ. Für den noch unmündigen zwölfjährigen Patron Franz Eugen Burghard Werner „Achaz“ von Veltheim (1852–1864) wirkte seine Mutter Louise, verwitwete von Veltheim, geborene von Mitzlaff. Sie ließ den Bau auch fertigstellen, nachdem ihr Sohn, der noch am 12. Mai 1864 bei der Grundsteinlegung mitgewirkt hatte, knapp einen Monat später bei einem Reitunfall ums Leben kam.
Für den Entwurf hatte sich Louise von Veltheim an den Berliner „Verein für religiöse Kunst in der evangelischen Kirche“ gewandt. Dessen stellvertretender Vorsitzender und Schriftführer, der Architekt Georg Gustav Erbkam (1811–1876), übernahm die Planung und die Begleitung der Ausführung selbst. Vorgabe war größte Sparsamkeit. Erbkam war zu dieser Zeit im Hauptberuf Landbaumeister im Königlichen Handelsministerium und dort für die Bauleitung von Kirchbauten zuständig. Er stand ganz in der Tradition seines Freundes und Mentors Friedrich August Stüler (1800–1865) und konzipierte den Bau als Prototypen für Kirchbauten in der Mark Brandenburg.
Die Grundsteinlegung fand am 12. Mai 1864 statt, der Grundstein befindet sich bis heute unter dem Altar. Fast auf den Tag genau ein Jahr später, am 23. Mai 1865, wurde die Kirche vom damaligen Generalsuperintendenten der Mark Brandenburg, D. Hoffmann, geweiht.

### Äußeres Erscheinungsbild
Ort und Ausrichtung der ersten Kirche wurde beibehalten: Der rechteckige Saalbau mit Ost-West-Achse misst 26 m × 12,6 m und ist aus Mauerziegeln errichtet. Im Osten dient eine fünfseitige Apsis als Altarraum. Im Westen ergänzt ein quadratischer, dreigeschossiger Turm das Gebäude, durch den auch der Eingang führt. Eingedeckt wurde die Kirche mit einem einfachen Satteldach, die vier Ecken durch Fialen betont.
Die Kirche ist im neoromanischen Stil erbaut, der in der zweiten Hälfte des 19. Jahrhunderts u. a. in Deutschland, besonders in Brandenburg-Preußen weit verbreitet war. In ihm wurden Elemente der mittelalterlichen Romanik zu einem idealisierten, historisierenden neuen Architekturstil verarbeitet.

### Fassade
Die gelben Ziegelsteine stammen aus der ehemaligen Ziegelei Lindner in Birkenwerder, der Fugenmörtel wurde rot eingefärbt. Die schlanke, aufstrebende Form wird durch einige wenige umlaufende Formstein-Gesimse und Schmuckbänder gegliedert und verziert.
In den Jahren 2007–2008 wurde die Fassade der Kirche einer gründlichen Sanierung unterzogen. Besonders die Westseite der Kirche und die Filialen wiesen großflächige Schäden auf. Das Dach war während des Orkans vom 10. Juli 2002 durch umstürzende Bäume beschädigt worden. Insgesamt wurden etwa 1200 Ziegel- und rund 150 Formsteine ersetzt, die in der alten Kohlebrandtechnik in der Neuen Ziegelmanufaktur Glindow nachgebrannt wurden. Etwa 90 Prozent der Fugen mussten mit dem Original entsprechenden eingefärbten Kalkmörtel erneuert und dabei auch ältere, unsachgemäße Reparaturversuche zurückgenommen werden.

### Turm und Glocken

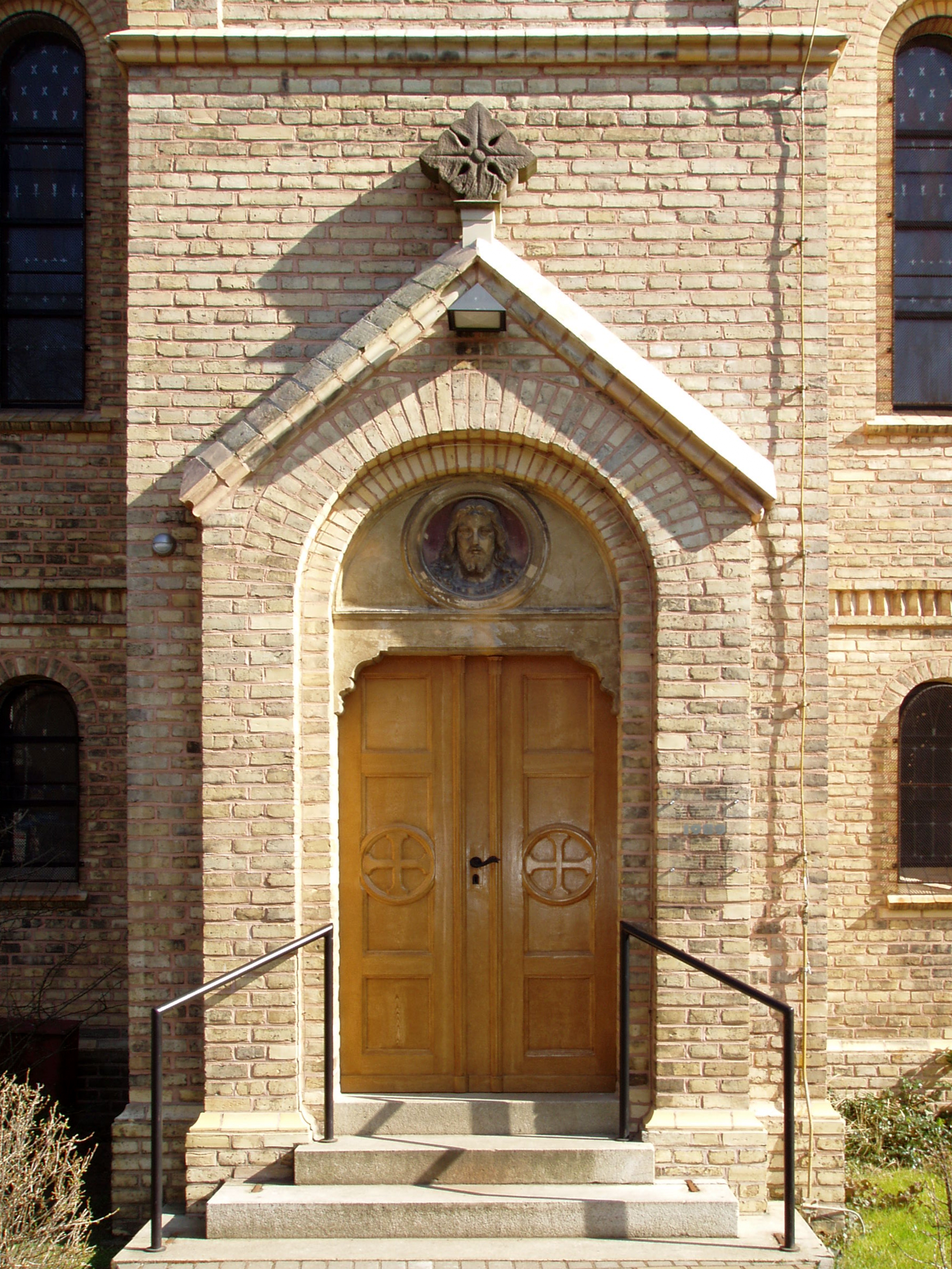
Der Eingang zur Kirche mit Medaillon, Rundbogen, Blendgiebel und Kreuzblume, 2014

Der schlanke Turm, der den Kirchbau nach Westen hin abschließt, trägt auf seiner Spitze Kugel (Erdball) und Kreuz. Seine Höhe beträgt einschließlich Kreuz 34,0 Meter, ohne den Aufsatz 32,6 Meter.
Im Turm hängen die Glocken der Kirche. Ursprünglich waren es drei: Eine bronzene von 1745 wurde aus der ersten Kirche übernommen und beim Bau 1865 durch zwei Gussstahl-Glocken ergänzt. Die Zusammenstellung der Glocken wechselte im Lauf der Geschichte. So wurde im Ersten Weltkrieg die bronzene Glocke vom Preußischen Kriegsministerium als Metallspende beschlagnahmt und am 29. Juni 1917 abgehängt. Später wechselten auch einzelne Glocken zur Kapelle auf dem Friedhof der Kirchengemeinde in der Hauptstraße. Aktuell besteht das Geläut aus zwei Bronze-Glocken, die zum 100-jährigen Jubiläum der Kirchweihe 1965 angeschafft wurden. Sie wurden von der Firma Franz Schilling Söhne in Apolda gegossen. Außerdem tut dort die kleinere der beiden Gussstahl-Glocken von 1865 als Glocke der Turmuhr ihren Dienst.
Die Glockenkammer ist auf jeder Seite des Turms durch Schallluken geöffnet. Sie bestehen aus paarigen Rundbogen-Öffnungen, die jeweils durch eine Mittelsäule mit blätterförmigem Kapitell verbunden sind. Über den Schallluken bindet sich auf jeder Kirchturmseite eine Uhr.
Die Glocken wurden bis Anfang der 1970er Jahre von Hand geläutet. An der Decke des Vorraumes im Eingang sind noch die Röhren zu erkennen, durch die die Seile einst verliefen. Zu dieser Zeit wurde ein elektrisches Läutewerk eingebaut. Es wurde der Kirchengemeinde von ihrer damaligen Partnergemeinde in der Bundesrepublik, der Providenz-Kirchengemeinde Heidelberg (heute: Altstadtgemeinde Heiliggeist-Providenz), zum 100. Kirchweihjubiläum 1965 zu den neu angeschafften Glocken geschenkt, erhielt aber erst Jahre später eine Einfuhrgenehmigung in die DDR. Anlässlich der Innenrenovierung der Kirche 2013–2014 wurde das Läutewerk erneuert, sodass die Motoren jetzt per Funk bedient werden können.
Durch den Turm führt auch der Eingang zur Kirche, er ist besonders akzentuiert: In einem Rundbogen über der Eingangstür befindet sich ein Christus-Medaillon, darüber ein Blendgiebel, der mit einer Kreuzblume abschließt. Das Medaillon ist nach der Christus-Statue des dänischen Bildhauers Bertel Thorvaldsen in der Kopenhagener Frauenkirche gestaltet, die ihrerseits wiederum auf das Gemälde »Die klugen und die törichten Jungfrauen« von Peter von Cornelius zurückgeht.

### Fenster

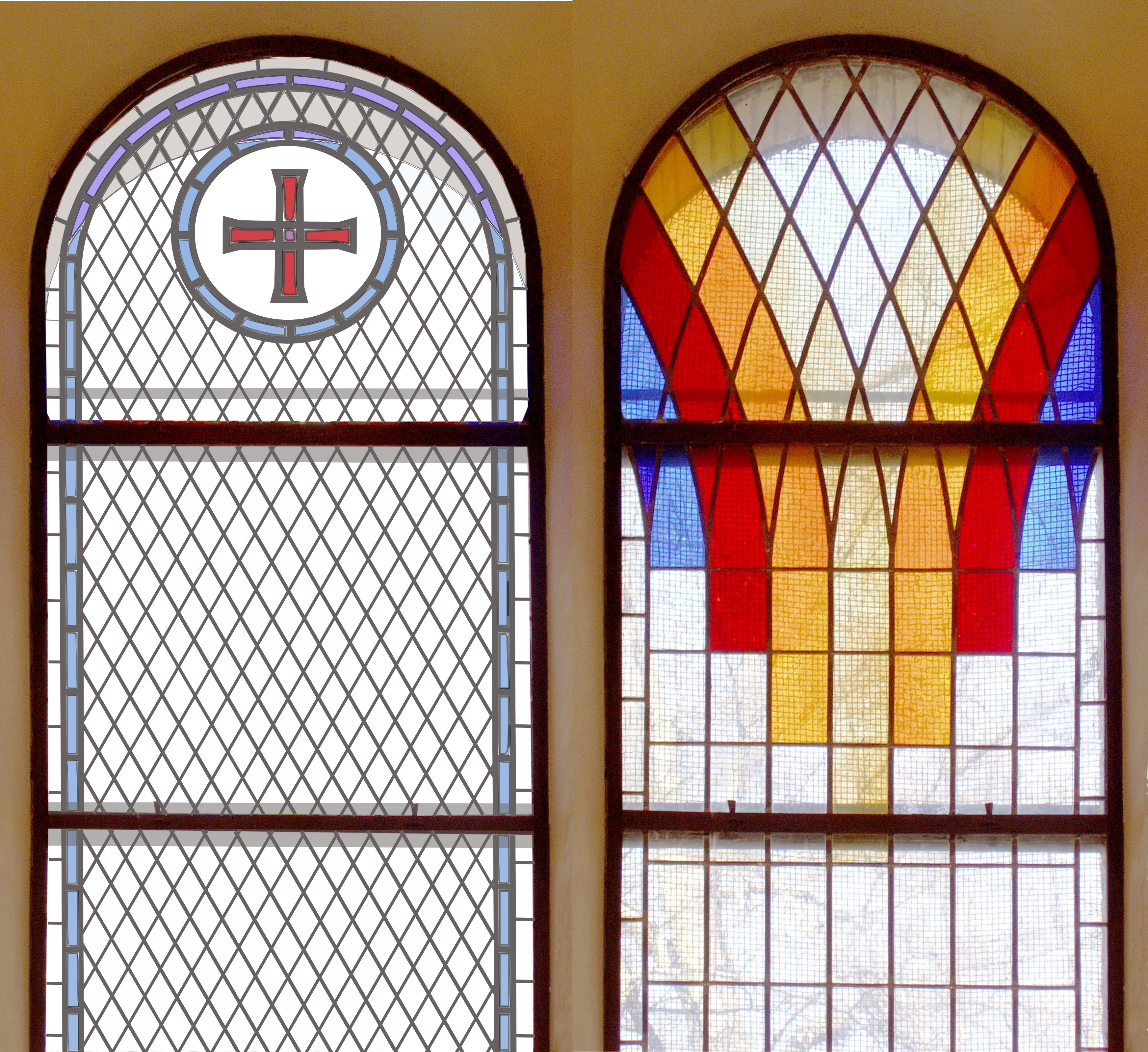
Die Fenster im Innenraum in der Form von 1865 (Skizze) und von 1984, Aufnahme: 2014

Alle Fenster der Kirche sind rundbogig und durch Bleiverstrebungen strukturiert. Je drei von ihnen finden sich auf den Längsseiten des Kirchraumes. Die Westseite zeigt je zwei übereinander angeordnete Fenster links und rechts des Turmes. Die Apsis weist drei Fenster auf: mittig über dem Alter sowie links und rechts davon angeordnet.
Die ursprünglichen Fenster zeigten ein rautenförmiges Muster, begrenzt durch ein schmales Band. Im runden Abschluss oben stand eine Rosette mit Kreuz. Die jeweils mittleren Fenster auf der Nord- und Südseite waren durch die farbige Gestaltung von Kreuz (rot) und Band (dunkelblau) besonders akzentuiert. In der Apsis waren die seitlichen Fenster ähnlich gestaltet, dort jedoch das umlaufende Band deutlich prächtiger ausgeführt. Eine Besonderheit wies das mittlere Fenster über dem Altar auf: eine Glasmalerei des Künstlers Carl Gottfried Pfannschmidt, Jesus als den „Guten Hirten“ darstellend. Es handelte sich um eine Schenkung der Patronin, Luise von Veltheim, zur Weihe der Kirche 1865.
Das Fenster mit der Glasmalerei wurde im Zweiten Weltkrieg, am 23. November 1943, durch die Druckwelle einer Bombenexplosion zerstört. Zunächst notdürftig mit Holzbrettern vernagelt, wurden die zerstörten Teile später durch klares Glas ersetzt. Bei der Umgestaltung der Kirche 1959 wurden alle Fenster der Apsis durch die bis heute aktuellen Fenster ersetzt, die ein abstraktes Muster aus grauen und tauben-blauen Scheiben zeigen. Die Farben bezogen sich auf die damals ausgeführte Farbgebung der Holzteile des Innenraumes der Kirche.
Die ursprünglichen Fenster an den Seiten des Kirchraumes wurden 1984 ersetzt und zeigen jetzt in der oberen Hälfte ein Regenbogen-Motiv. Vor ihrem Einbau mussten die neuen Fenster verzinkt werden. Da es unter den in der DDR herrschenden Bedingungen schwierig war, hierfür einen Betrieb zu finden, nutze man die gleichzeitig stattfindenden entsprechenden Arbeiten an den Fenstern der Nikolaikirche in Berlin-Mitte und gab die Glienicker Fenster heimlich dazu.

### Innenraum

Der Innenraum in der Ursprungsfassung von 1865, Aufnahme 1911

Nach mehreren Umgestaltungen im Laufe der Geschichte präsentiert sich der Innenraum seit der letzten Umgestaltung 2013–2014 wieder in einer an die Ursprungsfassung angelehnten Form. Die verschiedenen historischen Fassungen sind in einzelnen Elementen jedoch weiterhin präsent.
Die Wände des Innenraums der Kirche bestehen aus verputztem Backstein, sie wurden in zur Bauzeit üblicher Weise – das Grundmaterial wurde beibehalten, aber durch Bemalung „veredelt“ – durch eine grau-ockere Bemalung als Sandstein-Quader gestaltet. Ursprünglich waren an den Wänden Bibelverse aufgemalt. Auf der Westseite befindet sich die hölzerne Empore, auf der sich auch die Orgel befindet.
Die Holzelemente im Innenraum sind aus Kiefernholz gefertigt und wurden ebenfalls in Anlehnung an die Fassung von 1865 gestaltet: Bei Kanzel und Gestühl erhielt das Holz einen Anstrich aus Eichen-Beize (auch hier wurde ursprünglich das Grundmaterial durch einen Anstrich „veredelt“).

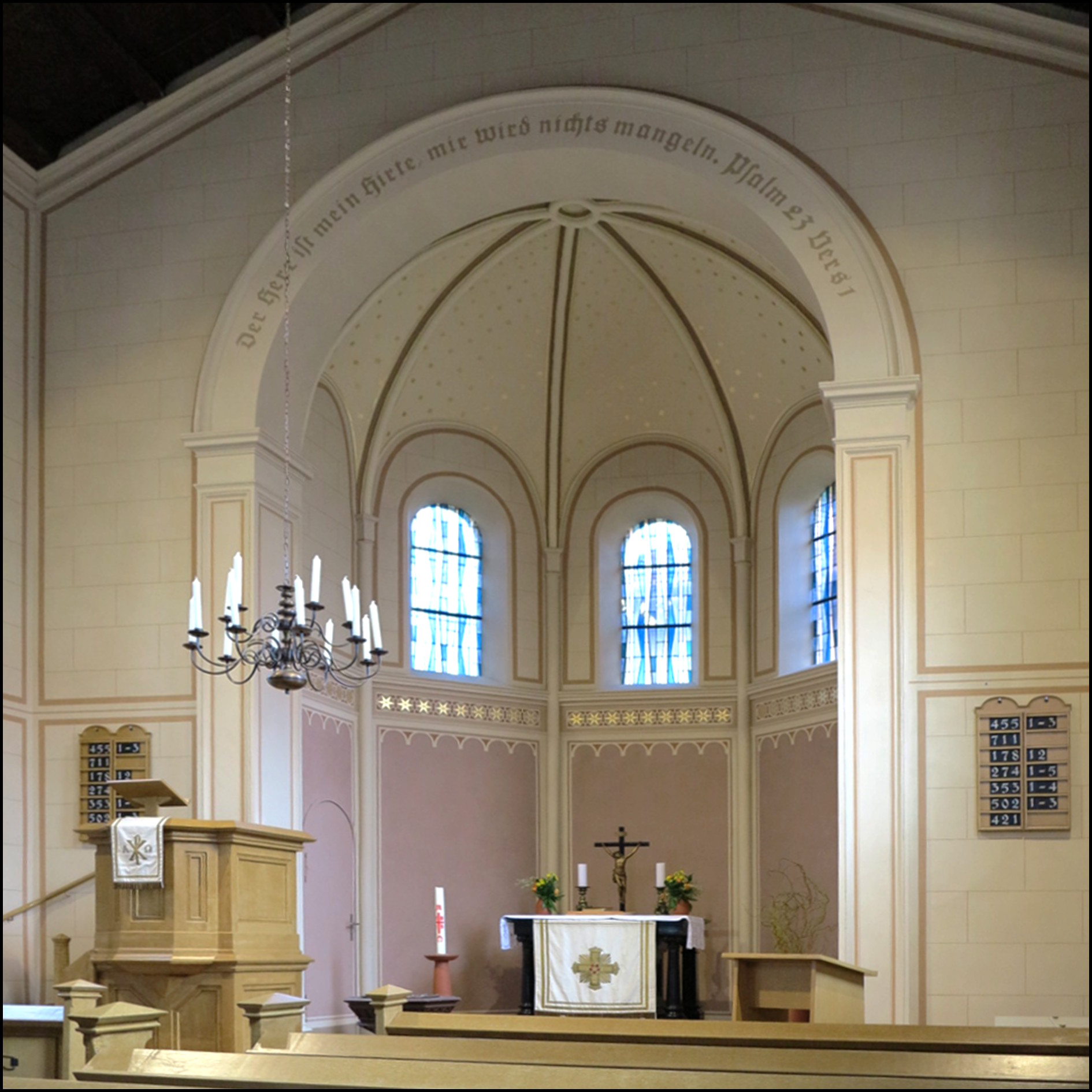
Der Innenraum nach Abschluss der Umgestaltung 2013–2014, Aufnahme 2015

Der Dachstuhl ist nach unten offen. Hier wurde die Bemalung der Umgestaltung von 1937 belassen: In eine dunkelbraune Lasur wurden mit einem Kamm Linien eingebracht (Kammzuggestaltung), sodass „dreidimensionale“ Ornamente entstanden. Der Orgelprospekt, der zur Zeit der Ursprungsfassung noch nicht vorhanden war, wurde 2013–2014 so gestaltet, dass er einen Übergang zwischen der angenäherten Ursprungsfassung von 1865 (Wände, Gestühl, Kanzel) und der Fassung von 1937 (Dachstuhl) bildet (Ornamente in Kammzugtechnik, aber hellbraune Lasur).
Der Übergang vom Innenraum zur Apsis und dem Altarraum wird durch einen Rundbogen gebildet. Der 1865 dort aufgemalte Bibelvers (eine Zusammenstellung von verschiedenen Vers-Teilen aus dem Johannesevangelium zum Thema ‚Jesus als guter Hirte‘) wurde bei späteren Umgestaltungen getilgt. 2013–2014 wurde ein neuer Spruch angebracht, diesmal der erste Vers aus Psalm 23 („Der Herr ist mein Hirte, mir wird nichts mangeln“).
Die erhöhte, rechteckige Kanzel befindet sich an der linken Seite des Rundbogens und ist über eine kurze Treppe erreichbar.
Ursprünglich befand sich links des Rundbogens an der Nordseite des Innenraums eine Sakristei, die auch den Zugang zur Kanzeltreppe einschloss. Sie wurde bei der Umgestaltung der Kirche 1990 abgerissen. Korrespondierend befand sich rechts des Bogens, an der südlichen Wand, das beheizbare Patronatsgestühl. Es wurde nach dem Ende des Patronatswesens in Brandenburg entfernt (möglicherweise erfolgte der Abbau schon bei der Umgestaltung des Kirchraumes 1937). An seine Stelle traten verschiedene Eisen- und Kachelöfen zum Beheizen der Kirche.

### Apsis und Altarraum

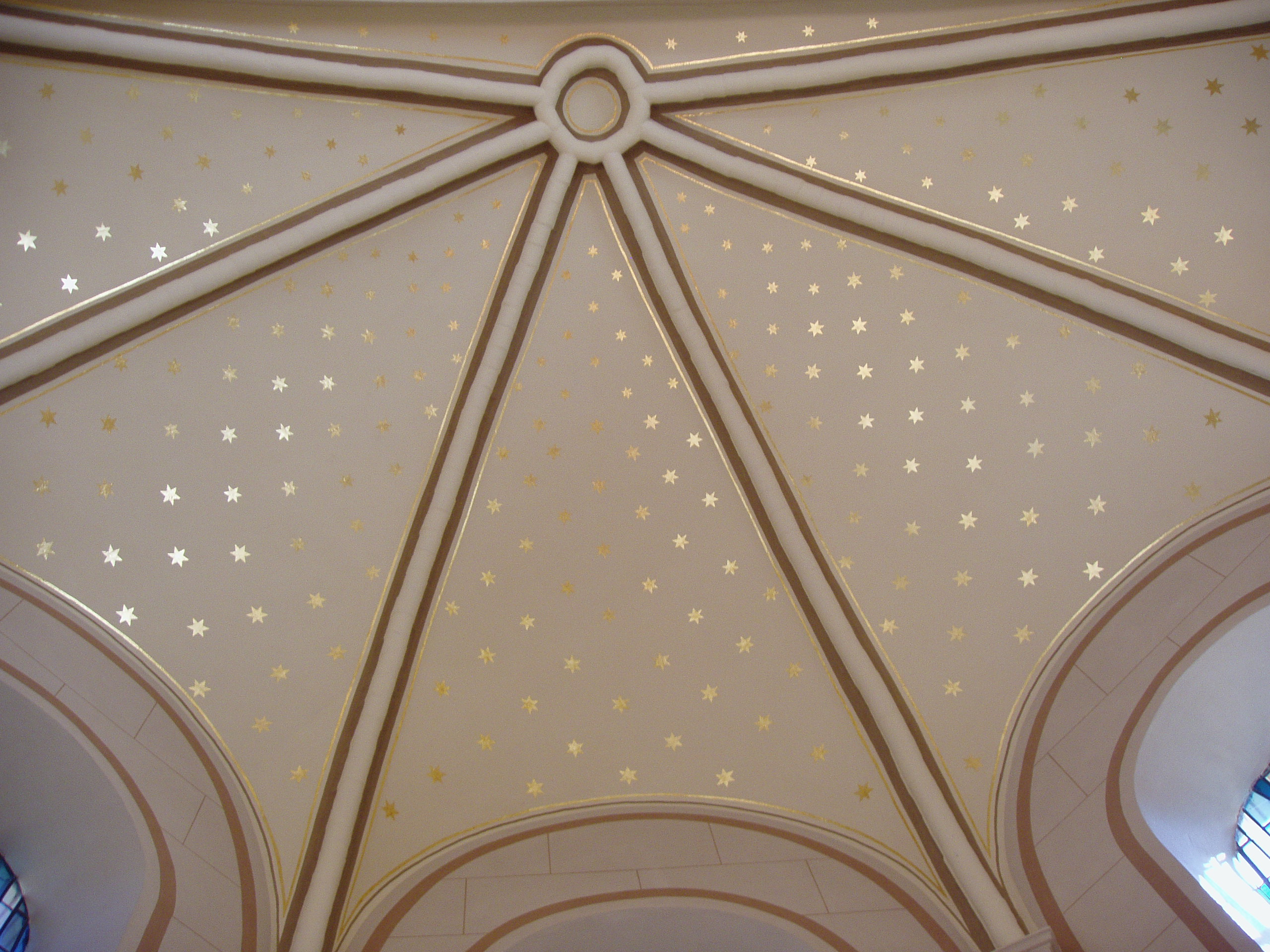
Das Gewölbe der Apsis mit dem Sternenhimmel, 2014

Die fünfeckige Apsis umschließt den halbrunden Altarraum. Die Wandflächen im unteren Teil sind braun-ocker gestaltet und werden nach oben zu den Fenstern hin von einem sternenbesetzen Schmuckband begrenzt. Zum einen sollten durch den Anstrich wiederum die verputzten Ziegelsteine zu dunklem Sandstein oder rotem Marmor „veredelt“, zum anderen durch die Gestaltung des Schmuckbandes an den Vorhang im Jerusalemer Tempel erinnert werden, der dort den Bereich des Allerheiligsten abgeteilt hatte. Die drei Fenster der Apsis sind nach wie vor in der Fassung von 1959 mit einem grau-blauen Glas-Mosaik gestaltet. In diesen Farben wurden damals auch die Holzteile des Innenraums gestrichen.
Ungewöhnlich ist die Gestaltung der Decke der Apsis. Das Gewölbe zeigt goldene Sterne auf einem hellen Himmel, womit der Architekt Erbkam auffällig von seinem Vorbild Stüler abwich. In dessen Kirchbauten finden sich goldene Sterne auf dunkelblauem Grund.
Der leicht erhöht stehende Altar ist ebenfalls aus Kiefernholz gefertigt und schwarz gestrichen. Ursprünglich befand sich auf ihm ein großes hölzernes Kreuz, das bei der Umgestaltung der Kirche 1953 einem Triptychon des Malers Eberhard Tacke (1903–1989) weichen musste. Das Kreuz wurde zunächst an die nördlichen Seitenwand des Innenraums umgehängt, musste aber Ende der 1950er Jahre wegen Holzwurm-Befalls entsorgt werden. Das Altarbild Tackes wurde bei der Umgestaltung des Innenraums 1990 umgehängt und befindet sich seitdem an der südlichen Wand unter der Empore.

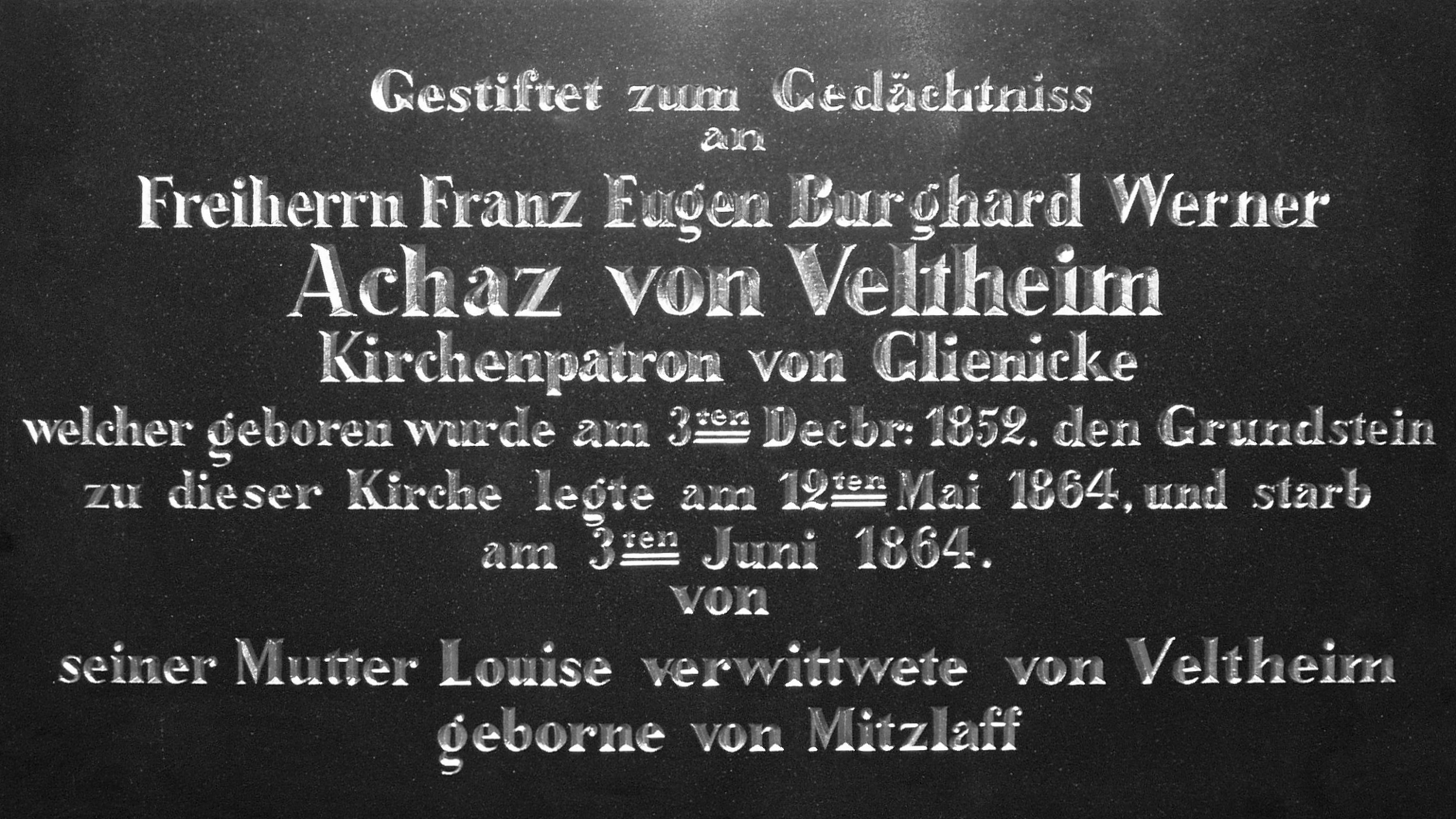
Gedenktafel für Achaz von Veltheim

Vor dem Altar steht der achteckige Taufstein, ebenfalls von 1865 und aus Holz gefertigt. Zusammen mit den Altarleuchtern und dem Abendmahlsgeschirr (Kelch, Kanne, Teller) gehörte er damals zu den zahlreichen Spenden, mit denen die vermögenden Bauern des Dorfes und verschiedene Familien-Angehörige der Patronin die neuerbaute Kirche ausstatteten.
Hinter dem Altar, also an sehr prominenter Stelle der Kirche, befand sich ursprünglich eine Gedenktafel für den bei einem Reitunfall kurz nach der Grundsteinlegung ums Leben gekommenen Patron Achaz von Veltheim. Die Tafel wurde bei der Anbringung des Altarbildes 1953 zusammen mit dem hölzernen Altarkreuz an die Nordseite des Innenraumes versetzt. 1959 abgenommen geriet sie danach in Vergessenheit. Nach ihrer Wiederentdeckung im Gemeindekeller 2007 wurde sie restauriert und wieder an der Nordseite des Innenraums angebracht. Die feierliche Neu-Enthüllung erfolgte in einem Fest-Gottesdienst am 17. Februar 2008 in Anwesenheit von Mitgliedern der Familie von Veltheim.

### Orgel

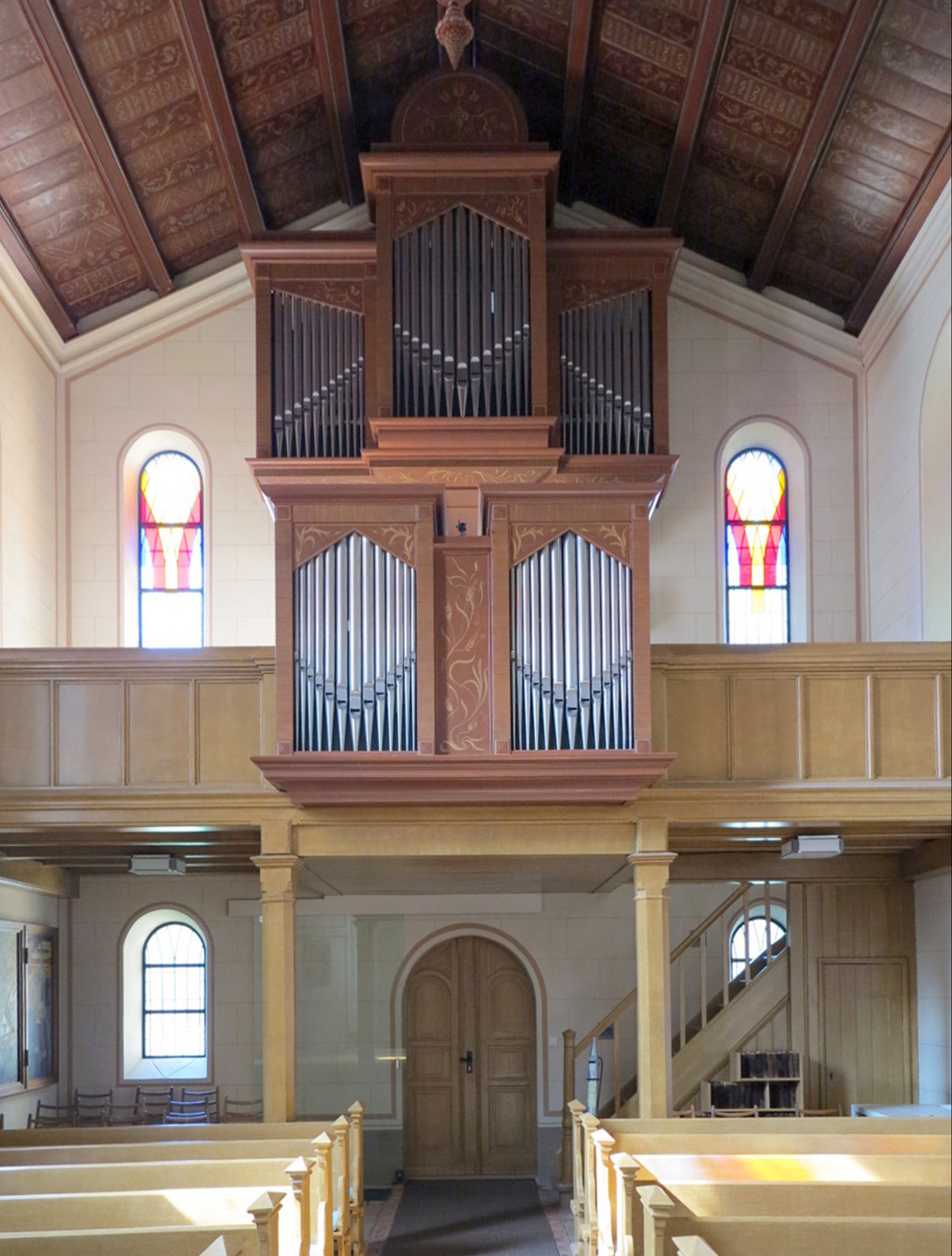
Westseite des Kirchraums mit Empore und Orgel nach der Umgestaltung 2013/2014, Aufnahme 2014

Bereits zur Weihe 1865 wurde auf der Empore der Kirche eine kleinere Orgel mit einer mechanischen Traktur aufgestellt, wohl gebraucht angeschafft durch die Patronin Baronin Louise von Veltheim. Der Erbauer der Orgel ist unbekannt. 1905 gründlich überholt, mussten die Prospektpfeifen im Ersten Weltkrieg als Metallspende abgegeben werden und wurden durch Holzpfeifen ersetzt. 1931 wurde das Instrument von dem Kirchenmusiker der Gemeinde Berlin-Frohnau (die zu dieser Zeit mit der Verwaltung der Glienicker Kirchengemeinde betraut war) als schon „seit langer Zeit […] dringend reparaturbedürftig“, „vollständig verstimmt“ und „nur für den gut Eingeweihten spielbar“ beschrieben.
Im Jahr 1932 erhielt die Gemeinde eine neue Orgel. Erbauer war die Firma Alexander Schuke in Potsdam. Zur Ausführung kam eine Orgel mit elektro-pneumatischer Steuerung und fahrbarem Spieltisch, die mit über 1000 Pfeifen für eine Dorfkirche relativ groß war und nur mit Mühe in die beengten Platzverhältnisse eingepasst werden konnte. Die Empore wurde zu diesem Zweck umgebaut und das Rückpositiv in die Brüstung eingelassen. Das Hauptwerk fand an der Westseite des Innenraums zwischen den Turm-Fenstern Platz.
Die Konstruktion erwies sich jedoch bald als extrem fehleranfällig: Die Elektro-Kontakte verschlissen regelmäßig, außerdem waren die zahlreichen Orgelpfeifen, die aus Platzmangel im Turm Platz gefunden hatten, Temperatur- und Klimaschwankungen fast schutzlos ausgeliefert. Unzählige Reparaturversuche bewirkten nur kurzzeitige Besserungen, immer mehr Register mussten abgeschaltet werden, immer wieder fiel die Orgel komplett aus.
Die Orgel wurde daher 2013/2014 komplett erneuert. Ausführende Firma war diesmal die Karl Schuke Berliner Orgelbauwerkstatt. Während die Pfeifen größtenteils übernommen werden konnten, wurden Spieltisch und Traktur ausgetauscht. Die Orgelpfeifen werden seitdem wieder mechanisch angesteuert. Sie befinden sich nun fast ausschließlich im heizbaren Innenraum der Kirche im leicht vergrößerten Hauptwerk und dem Rückpositiv.

### Friedhof
Wie schon bei der ersten Glienicker Kirche war auch der 1865 errichtete Bau ursprünglich vom Friedhof des Dorfes umgeben. Ihn umschloss eine niedrige Mauer. Ende des 20. Jahrhunderts war der verfügbare Platz jedoch aufgebraucht. 1890 wurde ein neuer kirchlicher Friedhof an der Hauptstraße 22–24 angelegt und gleichzeitig für die Aufbahrung der Verstorbenen eine Leichenhalle beim damals neuen Feuerwehrdepot am Ostende der Dorfaue eingerichtet. Der neue Friedhof erfuhr später Erweiterungen und erhielt 1928/1929 eine von Paul Poser entworfene Kapelle. Die alten Grabsteine rund um die Kirche blieben zunächst stehen. Erst 1930 wurde der alte Friedhof im Zuge der Verbreiterung und Pflasterung der Hauptstraße eingeebnet. Dabei wurden auch die Friedhofsmauer und das Eingangstor abgerissen und durch eine Hecke ersetzt.

### Gedenktafel „1989“

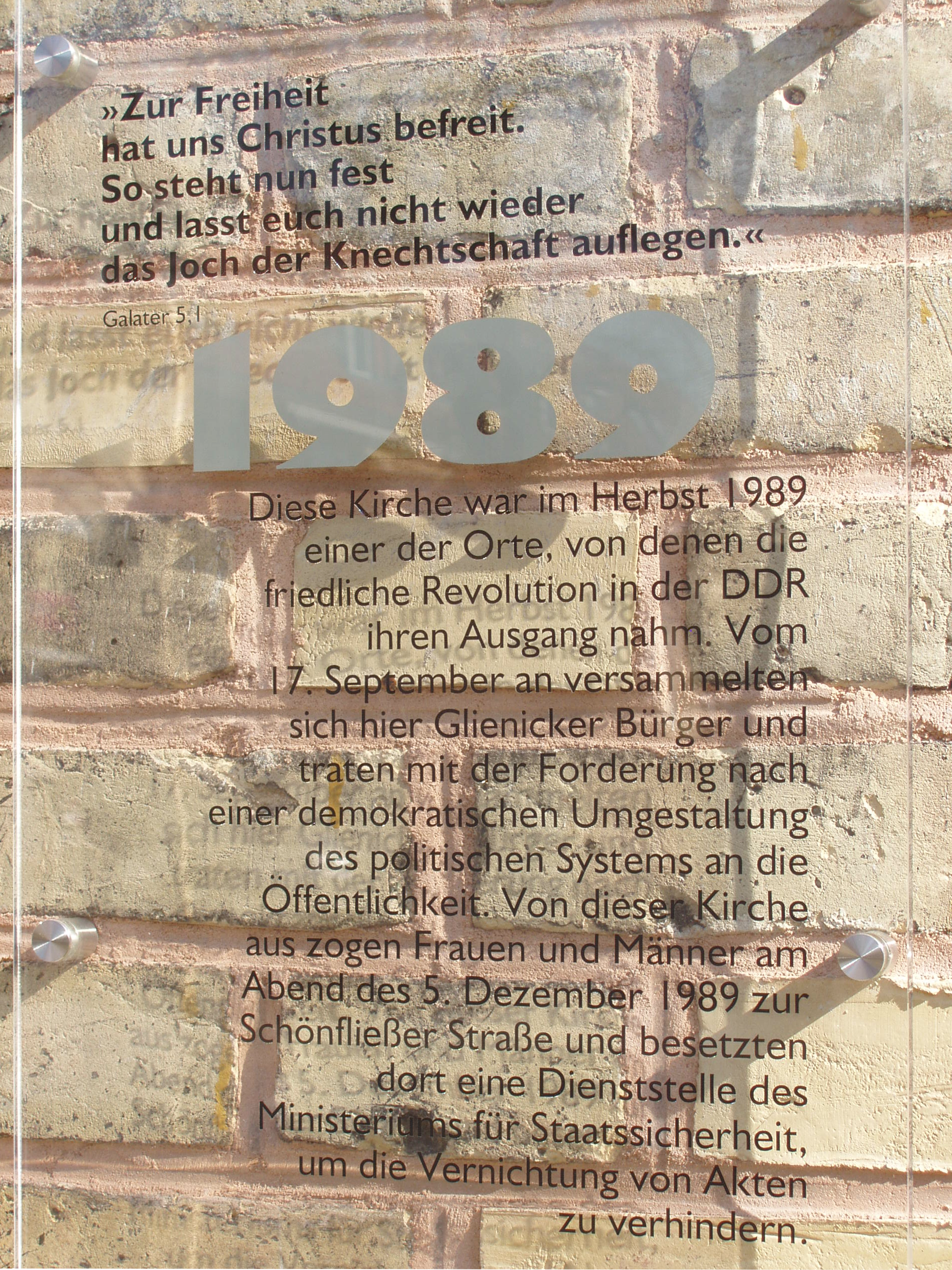
Gedenktafel „1989“ am Eingang der Kirche, 2014

In der Zeit der politischen Wende 1989 tagte in der Dorfkirche der „Konziliare Gesprächskreis“, in Glienicke/Nordbahn die zentrale Bürgerversammlung zur Gestaltung der friedlichen Revolution in der DDR. Rechts vom Eingang an der Außenseite der Kirche erinnert eine Gedenktafel an diese Ereignisse. Der Text lautet:
Zur Freiheit hat uns Christus befreit. So steht nun fest und lasst euch nicht wieder das Joch der Knechtschaft auferlegen. Galater 5,1 
1989
Diese Kirche war im Herbst 1989 einer der Orte, von denen die friedliche Revolution in der DDR ihren Ausgang nahm. Vom 17. September an versammelten sich hier Glienicker Bürger und traten mit der Forderung nach einer demokratischen Umgestaltung des politischen Systems an die Öffentlichkeit. Von dieser Kirche aus zogen Frauen und Männer am Abend des 5. Dezember 1989 zur Schönfließer Straße und besetzten dort eine Dienststelle des Ministeriums für Staatssicherheit, um die Vernichtung von Akten zu verhindern.«

### Übersicht zu den verschiedenen Fassungen von Innenraum und Apsis
Innenraum und Apsis erfuhren seit dem Bau der Kirche 1865 mehrere komplette Umgestaltungen. Seit der letzten Innenrenovierung 2013–2014 präsentieren sie sich in einer an die Ursprungsfassung angelehnten Form.
|      | Wände                                                                             | Apsis | Fenster | Holzteile                                               | Altar                           | Dachstuhl                                | Sonstiges                                                                      |
| ---- | --------------------------------------------------------------------------------- | --- | --- | ------------------------------------------------------- | ------------------------------- | ---------------------------------------- | ------------------------------------------------------------------------------ |
| 1865 | ocker-grau, als Sandsteinquader bemalt, Bibelverse                                | braun-ocker, als dunkler Sandstein bemalt, Schmuckband, Gewölbe mit goldenen Sternen auf hellem Untergrund; großes Altarkreuz, Gedenktafel hinter dem Altar | Rautenmuster mit Rand und Rosette/Kreuz in der Rundung; in der Apsis Glasmalerei Jesus als der gute Hirte          | Eichenlasur                                             | schwarz                         | blaugrau                                 | Patronatsgestühl und Sakristei                                                 |
| 1932 |                                                                                   | | | Orgelprospekt bleibt zunächst ungestrichen              |                                 |                                          | Einbau einer neuen Orgel, Umbau der Empore                                     |
| 1937 | weiß                                                                              | weiß | | rot- und dunkelbraun, Ornamente in Kammzugtechnik       | unbekannt                       | dunkelbraun, Ornamente in Kammzugtechnik | Elektrifizierung                                                               |
| 1943 |                                                                                   | | Zerstörung des Fensters mit der Glasmalerei, wird zunächst mit Holz vernagelt, später mit klarem Glas ausgebessert |                                                         |                                 |                                          |                                                                                |
| 1946 |                                                                                   | | |                                                         |                                 |                                          | Abriss Patronatsgestühl (evtl. schon 1937), an seiner Stelle verschiedene Öfen |
| 1949 | weiß (erneuert)                                                                   | weiß (erneuert) | |                                                         |                                 |                                          |                                                                                |
| 1953 | Altarkreuz und Gedenktafel von der Apsis an die Nordseite des Innenraums versetzt | Anbringung Altarbild (Triptychon) | |                                                         |                                 |                                          |                                                                                |
| 1959 | rosa; Altarkreuz und Gedenktafel abgenommen                                       | weiß (erneuert) | Neue Fenster Apsis (Mosaik grau/taubenblau)                                                                        | grau/taubenblau                                         | weiß                            |                                          |                                                                                |
| 1984 |                                                                                   | | Neue Fenster Innenraum (Regenbogen-Motiv)                                                                          |                                                         |                                 |                                          |                                                                                |
| 1990 | hellbeige, Bogen weiß mit goldenen Zierstreifen                                   | hellbeige, Gewölbe weiß mit goldenen Zierstreifen, Altarbild unter die Empore (Südwand) versetzt                                                            | | braun, grün, ocker                                      | weiß mit vergoldeten Kapitellen |                                          | Sakristei und Ofen abgerissen, Elektro-Heizung unter den Bänken                |
| 1997 |                                                                                   | | |                                                         |                                 |                                          | Denkmalschutz                                                                  |
| 2014 | ocker-grau, als Sandsteinquader bemalt, Bibelvers auf Bogen                       | braun-ocker, als dunkler Sandstein bemalt, Schmuckband, Gewölbe mit goldenen Sternen auf hellem Untergrund                                                  | | Eichenlasur                                             | schwarz                         |                                          | Umluft-Heizung, Warmwasser-Bankheizkörper                                      |
| 2015 |                                                                                   | | | Orgelprospekt rotbraun mit Ornamenten in Kammzugtechnik |                                 |                                          | Erneuerung der Orgel                                                           |